# Akrasia
Unter Akrasia (altgriechisch ἀκρασία akrasia, lateinisch incontinentia, Willensschwäche, Unbeherrschtheit, Handeln wider besseres Wissen) versteht man den Fall, dass eine Person eine Handlung ausführt, obwohl sie eine alternative Handlung für besser hält. Die Analyse entsprechender Handlungen ist eines der zentralen Probleme der philosophischen Disziplin der Handlungstheorie, da akratische Handlungen plausibel scheinenden Annahmen über Handlungen von Personen zu widersprechen scheinen. Untersucht wird dabei, ob oder inwiefern entsprechende Handlungsphänomene mit folgendem Prinzip vereinbar sind: Personen führen, wenn sie dazu in der Lage sind, solche Handlungen aus, die sie für gut halten.

## Einführung

### Wortherkunft
Das Wort Akrasia stammt aus der antiken griechischen Philosophie und wurde als philosophischer Terminus von Aristoteles geprägt. Im Protagoras, wo Platon Akrasia vor allem thematisiert hatte, verwendete er überwiegend entsprechende Verbalformen; später gebrauchte er in einigen Fällen die synonymen Substantive akratia und akrateia. Das Antonym enkrateia „Selbstbeherrschung“ findet sich ebenfalls bereits bei Platon. Etymologisch leitet sich akrasia von dem Substantiv kratos „Stärke“ oder dem Verb kratein „herrschen“ her, wobei das Präfix α den folgenden Teil negiert (Alpha privativum).
In der heutigen Philosophie werden die Begriffe Akrasia und Willensschwäche weitestgehend synonym verwendet. Akrasia wird dabei Willensschwäche manchmal aus zwei Gründen vorgezogen:
- um den Eindruck zu vermeiden, dass der Wille als Instanz zwingend in der Erklärung der entsprechenden Handlungen eine große Rolle spielen muss und/oder
- um der das Problem verdeckenden Auffassung zu entgehen, der Wille sei zu schwach zur Verwirklichung der Absicht.

### Das philosophische Problem
Akrasia bezeichnet einen bestimmten Fall einer irrationalen Handlung. Akrasia liegt dann vor, wenn eine Person eine Handlung A ausführt, obwohl sie die mögliche, alternative Handlung B für besser hält. Akrasia wird meist auf Handlungen eingeschränkt, es gibt aber auch Überlegungen zu der Frage, ob oder inwiefern akratische Absichten, Wünsche und Meinungen möglich sind. Akratische Handlungen wurden lange Zeit auf moralische Handlungen eingeschränkt, dies geschieht heute überwiegend nicht mehr.
Damit eine akratische Handlung vorliegt, darf die handelnde Person keine kurzfristige Neubewertung vornehmen, sondern muss das Urteil, gegen das sie handelt, bis zum Vollzug der Handlung teilen. So ist beispielsweise der Verzehr einer Sahnetorte nur dann eine akratische Handlung, wenn die Person sowohl vor dem Verzehr als auch währenddessen die Auffassung besitzt ‚Es ist besser, die Sahnetorte nicht zu essen‘. Hält sie hingegen unmittelbar vor dem Verzehr das Urteil ‚Es ist besser, die Sahnetorte zu essen‘ für richtig, nachdem sie zuvor gegenteiliger Auffassung war, liegt kein Fall von Akrasia vor.
Die Erklärung derartiger Handlungen ist ein Problem der Handlungstheorie. Denn das Vorkommen akratischer Handlungen steht im Widerspruch zu folgendem Prinzip:
Personen führen, sofern sie dazu in der Lage sind, diejenigen Handlungen aus, die sie für am besten halten.
Dieses Prinzip folgt aus der prima facie plausiblen Überlegung: Wenn Gründe Ursachen für Handlungen sind, dann sollte der bessere Grund die stärkere Ursache für eine Handlung sein. Dieses Prinzip scheint auf der einen Seite dem menschlichen Handeln zugrunde zu liegen; auf der anderen Seite widerspricht ihm die Selbstbeobachtung, da wir nämlich manchmal absichtlich eine Handlung auszuführen scheinen, obwohl wir der Meinung sind, dass eine Alternative besser wäre und zugleich auch von uns glauben, dass wir die bessere Handlung hätten ausführen können. Fälle hingegen, in denen wir nicht anders hätten handeln können, sondern die für schlechter gehaltene Handlung ausführen müssen, sind keine eigentlichen Fälle von Akrasia, sondern von Unfreiheit, Abhängigkeit oder Sucht.
Da akratische Handlungen diesem Prinzip zu widersprechen scheinen, ist von Philosophen immer wieder bestritten worden, dass Akrasia möglich ist. Damit ist nicht gemeint, dass entsprechende Handlungsphänomene nicht vorkommen könnten. Diese sind unbestritten und sind als ein praktisches Problem nicht Gegenstand der Handlungstheorie. Umstritten ist vielmehr das theoretische Problem der Analyse entsprechender Handlungsphänomene.
Ob Akrasia möglich ist oder nicht, hängt nicht zuletzt davon ab, unter welchen Bedingungen entsprechende Handlungsphänomene als Akrasia aufgefasst werden. Die dabei entscheidenden Elemente sind:
- Freiheit
- Wissen (oder ein schwächeres kognitives Element)
- Absicht

In der entscheidenden stärksten Form werden alle drei Elemente in die Definition von Akrasia aufgenommen.
Die Frage, ob es akratische Handlungen gibt oder nicht, kann prinzipiell nicht mit empirischen Mitteln, etwa psychologischen Experimenten, vollständig beantwortet werden, denn von außen kann man nicht beurteilen, ob eine Person, wenn sie eine bestimmte Handlung ausführt, zuvor der Auffassung war, dass eine alternative mögliche Handlung besser gewesen wäre. Aufgrund dessen ist diese Frage nur mittels eigener Erfahrung, Gedankenexperimenten und Begriffsanalyse zu lösen. Gleichwohl gibt es auch außerhalb der Philosophie ein Interesse am Problem der Akrasia. So beschäftigen sich etwa Soziologen wie Jon Elster im Rahmen der Theorie der rationalen Entscheidung mit Irrationalität und dem Problem der Akrasia. Auch die Ökonomie, etwa im Rahmen der Entscheidungstheorie, beschäftigt sich mit dem Problem. Ähnliche Phänomene werden in der Psychologie unter dem Stichwort Kognitive Dissonanz thematisiert.

## Historisch
Das philosophische Problem der Akrasia geht zurück auf die antike griechische Philosophie. Hier wird dabei vor allem der Aspekt des Wissens problematisiert. In der christlichen Antike entsteht das Konzept des Willens. Dort und im Mittelalter spielen Freiheit und Sünde in der Diskussion eine größere Rolle. Die Neuzeit diskutiert Akrasia wegen der Dominanz der mit Willensakten arbeitenden Handlungskonzeptionen kaum. Seit Mitte des 20. Jahrhunderts thematisieren nach einer Kritik des traditionellen Willensbegriffes Vertreter der analytischen Philosophie Akrasia, wobei Akrasia nun als Handeln wider ein besseres Urteil aufgefasst wird.

### Griechische Antike
Die antike griechische Diskussion über Akrasia geschieht immer vor dem Hintergrund, dass der Akratiker gegen seine eigene eudaimonia, gegen sein eigenes Glück, handelt.

#### Dichtung
Die Frage nach der Rationalität von Handlungen ist in der griechischen Literatur schon vor Sokrates präsent. Dies gilt schon für die frühe griechische Dichtung, wird aber besonders deutlich bei Euripides – u. a. in dessen Medea. Handeln wider besseres Wissen wird in den folgenden Versen von Euripides’ 428 v. Chr. aufgeführter Tragödie Der bekränzte Hippolytos thematisiert. Hier bekennt Phaidra, dass sie ihrer Leidenschaften nicht Herr wird.

„Phaidra: „Schon oft bedachte ich in langer Nacht,

was unser Menschendasein so verdirbt,

und ich erkannte: nicht der Unverstand

ist Wurzel allen Übels – Einsicht fehlt

den meisten nicht, ganz anders liegt der Grund:

Was recht ist, sehen wir und wissen wir

und tun es doch nicht, seis aus Lässigkeit,

seis weil die Lust des Augenblicks das Werk

verdrängt, und mancherlei Verlockung gibts (…)““

Zwar wird hier nicht argumentativ eine philosophische Position vertreten. Diese Stelle spiegelt aber wohl eine zu dieser Zeit allgemein bekannte und auch – wie auch im Folgenden an Platons Protagoras deutlich wird – anerkannte Auffassung wider.

#### Sokrates und Platon

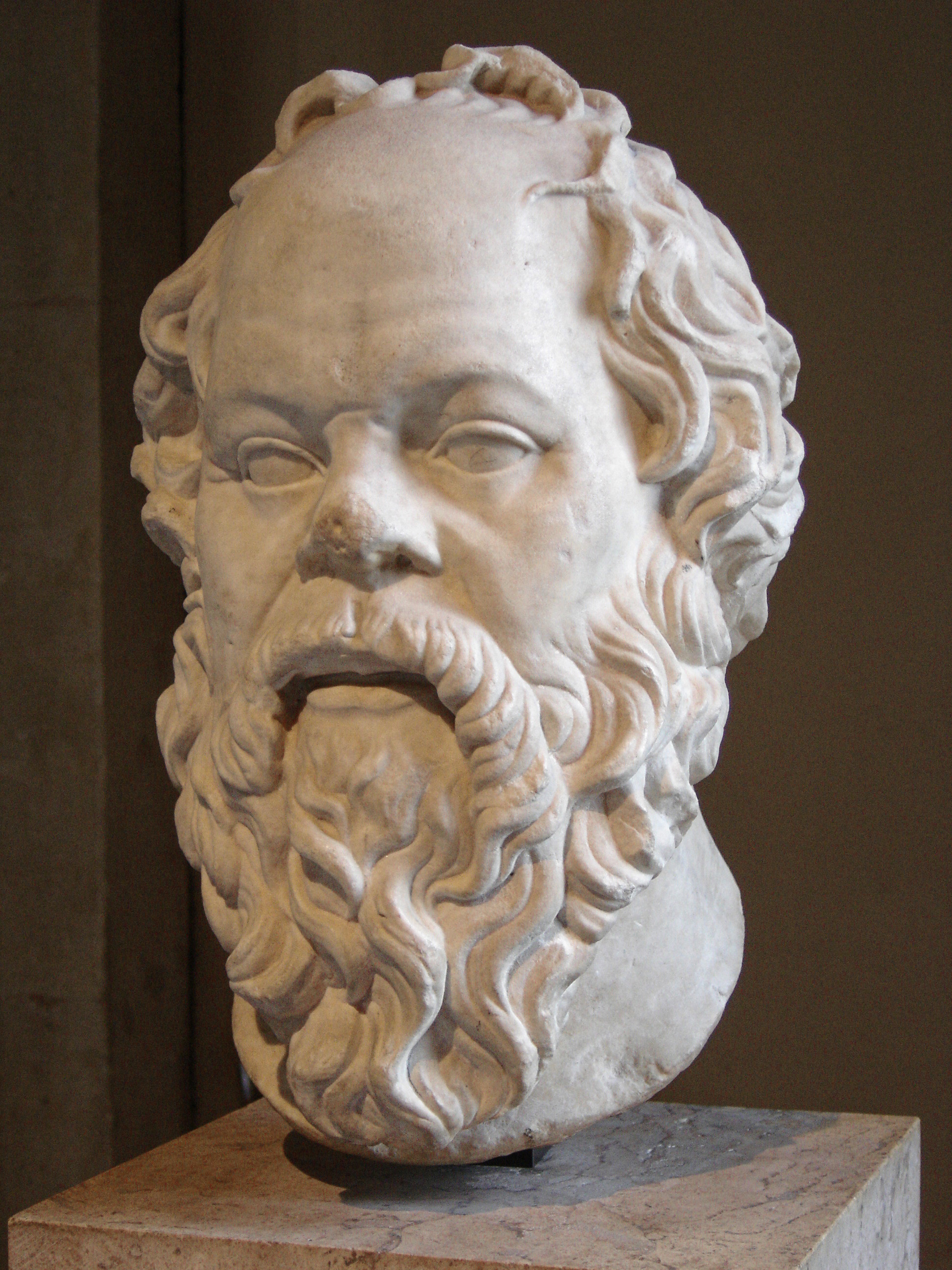
Sokrates

Da Sokrates selbst keine Schriften verfasst hat, ist seine Position nur mittelbar überliefert. Die wichtigste Quelle ist Platon, referiert wird sie auch von Aristoteles, eine weitere Quelle sind Xenophons Erinnerungen an Sokrates. Deshalb werden im Folgenden Sokrates’ und Platons Position (im Protagoras) gemeinsam anhand der Dialogfigur Sokrates im Protagoras dargestellt.
„Ich wenigstens glaube dieses, daß kein weiser Mann der Meinung ist, irgendein Mensch fehle aus freier Wahl oder vollbringe irgendetwas Böses (aischra) oder Schlechtes (kaka) aus freier Wahl (hekōn), sondern sie wissen wohl, daß alle, welche Böses und Schlechtes tun, es unfreiwillig (akōn) tun“.
Sokrates möchte zeigen, dass die Menschen Unrecht haben, wenn sie sagen, „daß viele, welche das Bessere sehr gut erkennen, es doch nicht tun wollen, obgleich sie es könnten, sondern etwas anderes tun“. Er argumentiert gegen diese Position, indem er – gemeinsam mit diesen vorgestellten Kontrahenten, die Akrasia für möglich und gegeben halten – annimmt, dass die Lust ein Gut ist und die größere Lust das größere Gut. Er zeigt, dass es unplausibel ist, anzunehmen, dass eine Person eine bestimmte Handlung A ausführt, von der sie weiß, dass sie weniger Lust bzw. mehr Unlust verschafft als die Handlung B. Es sei aber absurd anzunehmen, dass die Personen in diesen Fällen „von der Lust überwunden“ worden seien.
„[D]ies wird nun eine lächerliche Rede, wenn ihr sagt, daß oftmals der Mensch, obgleich das Schlechte (to kakon) erkennend, daß es schlecht (kakon), es dennoch tut, unerachtet ihm freistände, es nicht zu tun, weil er von der Lust getrieben wird und betäubt; und ihr dann auch wieder sagt, daß der Mensch das Gute erkennend, es dennoch nicht zu tun pflegt, der augenblicklichen Lust wegen und von dieser überwunden.“
Diese Fälle, so Sokrates im Protagoras, seien vielmehr damit zu erklären, dass die entsprechenden Personen nicht das richtige Wissen über den Lustwert der beiden jeweiligen Handlungen hätten; vermutlich hätten sich diese über den genauen Wert verschätzt – möglicherweise weil A zeitlich näher und B ferner war. Sokrates argumentiert im Protagoras also dafür, dass nur eines von beidem möglich ist: Wenn eine Person eine abträgliche Handlung ausgeführt hat, dann hatte sie das entsprechende Wissen nicht; wenn sie das entsprechende Wissen hat, dann führt sie die abträgliche Handlung nicht aus. Diese im Bereich der Lust gewonnene Erkenntnis verallgemeinert Sokrates:
„[W]er bei der Wahl der Lust und Unlust, das heißt des Guten und des Schlechten (kaka) fehle (exhamartanein), der fehle aus Mangel an Wissen (epistēmē)“.
Da Wissen für Sokrates, und den frühen Platon, mit Tugend (Arete) identisch ist, ist es notwendige und hinreichende Bedingung dafür, das Glück zu erlangen. Ein Akratiker handelt gemäß dieser Position gegen sein ureigenstes Interesse.

#### Aristoteles
Aristoteles beschäftigt sich mit Akrasia in Nikomachische Ethik VII 1–11. Dort findet sich die historisch wirkungsmächtigste und vielleicht die bis ins 20. Jahrhundert systematisch wichtigste Auseinandersetzung mit Akrasia. Aristoteles beschreibt Akrasia als eine Charakterdisposition neben anderen, die zu meiden ist. Er knüpft an die von Sokrates formulierte These an, dass derartiges Handeln und Wissen nicht gleichzeitig vorkommen können.
„Denn es wäre – wie Sokrates dachte – seltsam, wenn, obwohl Wissen (epistēmē) vorhanden ist, etwas anderes beherrschen und wie einen Sklaven herumzerren würde. Sokrates lehnte ja die fragliche Auffassung vollständig ab in der Überzeugung, es gebe keine Unbeherrschtheit. Niemand, so pflegte er zu sagen, handelt gegen das Beste in der Überzeugung, dies zu tun sondern [man handelt so nur] aufgrund von Unwissenheit (di’ agnoian).“
Akrasia tritt nach Aristoteles hauptsächlich bei Handlungen auf, die mit körperlicher Lust (Essen, Trinken und Sexualität) verbunden sind; ein weiterer Typ tritt bei Zorn auf. Aristoteles unterscheidet noch genauer zwischen zwei Arten von Akrasia: Voreiligkeit (propeteia) und Schwäche (astheneia). Demnach gibt es für Aristoteles vier Typen von Akrasia:
1. Mit Lust verbundene Schwäche
2. Mit Lust verbundene Voreiligkeit
3. Mit Zorn verbundene Schwäche
4. Mit Zorn verbundene Voreiligkeit

Zwei Erklärungstypen und der praktische Syllogismus
Aristoteles argumentiert gegen die These des sokratischen Intellektualismus, dass Handeln wider besseres Wissen nicht möglich sei. Denn dies widerspreche den Phänomenen oder den gängigen Auffassungen über das Handeln. Er versucht zu zeigen, wie das Wissen eines Akratikers beschaffen sein muss, also die Frage zu klären, „ob der Unbeherrschte wissend handelt oder nicht und in welchem Sinne von ‚wissend‘ man wissend unbeherrscht sein kann.“
Hierzu verwendet er in NE VII 5 zwei unterschiedliche Erklärungstypen: eine dialektische (logikôs), also begriffliche und eine naturphilosophische oder naturwissenschaftliche (physikôs). Dabei greift er zur Erklärung von Akrasia auf das Modell des praktischen Syllogismus zurück. Nach diesem Modell erfolgt eine Handlung genau dann, wenn ein bestimmtes konkretes Merkmal (hier: ‚süß‘) unter einen Obersatz, also ein allgemeines Urteil fällt. Dabei entspricht nach Aristoteles die Konklusion einer Handlung.
| Der praktische Syllogismus         |
| ---------------------------------- |
| Obersatz: Süßes ist zu erstreben.  |
| Untersatz: Dies ist süß.           |
| Konklusion: Dies ist zu erstreben. |

(Anmerkung: Nicht immer besteht ein praktischer Syllogismus für Aristoteles in dieser einfachen Form mit zwei Prämissen, die der Einfachheit halber im Folgenden zugrunde gelegt wird.)
Die dialektische Erklärung
In der dialektischen Erklärung unterscheidet Aristoteles verschiedene Arten von Wissen. Hiermit versucht er zu erklären, wie ein Akratiker das Wissen besitzt, das in einer entsprechenden Konklusion, also Handlung, resultieren müsste, dies aber doch nicht tut.
Der Akratiker besitzt das Wissen nur, gebraucht es aber nicht, so wie ein Mathematiker die Fähigkeit hat zu rechnen, auch wenn er die Tätigkeit gerade nicht ausübt. Dabei führt Aristoteles Möglichkeiten auf, wie ein Akratiker Wissen haben kann, ohne es zu gebrauchen.
„Denn falls wir Wissen haben und dennoch nicht anwenden, sehen wir, dass das Haben etwas ganz anderes wird, so dass man in solchen Fällen auf gewisse Weise Wissen hat und auch nicht hat, zum Beispiel bei Schlafenden, Wahnsinnigen oder Betrunkenen. […] Denn das Wissen muss mit dem Menschen verwachsen; das aber braucht Zeit. Man muss also annehmen, dass die Unbeherrschten sprechen, wie es die Schauspieler tun.“
Die bisherigen Unterscheidungen von Wissen beim Akratiker scheinen sich auf Obersätze, allgemeine Urteile, zu beziehen. In einer weiteren Art ist der Untersatz defizitär. Ein allgemeiner Satz (etwa: ‚Alles Süße ist gesundheitsschädigend‘) ist dem Akratiker bekannt; er schreibt aber dem konkret vorliegenden Gegenstand nicht die entsprechende Eigenschaft (‚süß‘) zu.
Die naturphilosophische Erklärung
In der naturphilosophischen Erklärung bietet Aristoteles eine Erklärung für die Ursache an, dass die akratische Konklusion also die Handlung zustande kommt, obwohl der Akratiker mit dem entsprechenden Obersatz über das bessere Wissen verfügt. Aristoteles nimmt hierbei zwei konkurrierende praktische Syllogismen an: einen Syllogismus der Vernunft und einen Syllogismus der Begierde. Die Begierde (epithymia) verhindert oder unterdrückt dabei den entsprechenden Untersatz des Syllogismus der Vernunft.
| Syllogismus der Vernunft                        | Syllogismus der Begierde           |
| ----------------------------------------------- | ---------------------------------- |
| Obersatz: Gesundheitsschädliches ist zu meiden. | Obersatz: Süßes ist zu erstreben.  |
| Untersatz: Dies ist gesundheitsschädlich.       | Untersatz: Dies ist süß.           |
| Konklusion: [ / ]                               | Konklusion: Dies ist zu erstreben. |

„Da die zweite Prämisse [d. h. der Untersatz der Vernunft] eine Meinung über einen Wahrnehmungsgegenstand enthält und diese das Handeln bestimmt, besitzt der Unbeherrschte, da er sich im Affekt befindet, diese entweder gar nicht, oder er besitzt sie so, dass das Besitzen kein Wissen ist, sondern ein Sprechen, wie das eines Betrunkenen, der Verse des Empedokles aufsagt.“
Das Wissen des Akratikers unterscheidet sich ebenfalls je nach Typ von Akrasia. Bei der Voreiligkeit oder Impulsivität springt der Akratiker unmittelbar zur Konklusion der Begierde. Bei der Schwäche hingegen weiß der Akratiker in irgendeiner (nicht genauer bestimmten) Form von der Konklusion der Vernunft, ohne sich nach ihr zu richten. Auf diese Weise handelt der Akratiker gegen ein besseres Wissen (‚Gesundheitsschädliches ist zu meiden‘), das er selbst – in irgendeiner Form – besitzt. Über das genaue Verhältnis von dialektischer und naturphilosophischer Erklärung äußert Aristoteles sich nicht.
Aristoteles erklärt Akrasia also damit, dass der Akratiker kein richtiges Wissen besitzt; insofern ist seine Position nicht weit von der des Sokrates. Sie unterscheidet sich aber von der sokratischen darin, dass die Affekte – meistens die Begierde – die Ursache für Akrasia ist. Diese konkurrieren mit der Vernunft, schwächen oder umgehen diese.

#### Spätere nicht-christliche Antike
Die Auffassungen der nachfolgenden antiken Philosophie zu Akrasia sind nur in geringem Umfang erhalten und hauptsächlich durch Berichte Dritter und somit weniger genau überliefert. Nach Berichten von Plutarch und Galen sollen etwa die meisten Stoiker weitestgehend in Anlehnung an Sokrates vertreten haben, dass Akrasia nicht möglich ist. Im Gegensatz zu Sokrates erklären Chrysipp und auch andere Vertreter der älteren Stoa entsprechende Handlungsphänomene nicht durch Unwissenheit, sondern durch eine Umentscheidung, eine kurzfristige Neubewertung der Situation durch den Handelnden.

### Christliche Antike und Mittelalter
Der Begriff des Willens im heutigen Sinne spielt für die antike griechische Diskussion über Akrasia keine Rolle. Die Griechen verfügen nicht über einen Begriff des Willens im Sinne eines von den anderen psychischen Vermögen unabhängigen Entscheidungsvermögens (liberum arbitrium).
In diesem Sinne gelangt der Begriff ‚Wille‘ vermutlich erst durch die jüdisch-christliche Tradition in die Diskussion und spielt lange Zeit eine große Rolle. Kulturgeschichtlich scheint dabei ursprünglich der Wille Gottes für das Problem relevant. Der Handelnde hat, um das Richtige zu tun, den Willen Gottes zu tun. Akrasia ist nach diesem Verständnis primär eine Übertretung der Forderungen Gottes, also Sünde.

#### Paulus
Einen für die spätere christliche Tradition wichtigen Beitrag liefert Paulus im Römerbrief:
„[I]ch tue nicht, was ich will (thelein); sondern was ich hasse, das tue ich. Wenn ich aber das tue, was ich nicht will, so gebe ich zu, daß das Gesetz gut ist. So tue nun nicht ich es, sondern die Sünde, die in mir wohnt“ (Röm 7,15–16 ).
Paulus erläutert hier das Verhältnis von Mensch und göttlichem Gesetz. Er beschreibt den Handelnden als gespalten, da dieser sich selbst nicht verstehe; die gehasste Handlung vollzieht die Sünde (im schlimmsten Fall aufgrund von Besessenheit), nicht er selbst, da er diese ja nicht tun wolle. In dieser „These von einer gespaltenen Täterschaft“ drückt sich hier also implizit die Auffassung aus, dass Handeln wider besseres Wissen im eigentlichen Sinne nicht möglich ist.

#### Augustinus
Augustinus’ primäres Augenmerk richtet sich auf das theologische Problem der Willensfreiheit und Erbsünde; siehe dazu auch sein Werk De libero arbitrio. Bei ihm findet sich zuerst das Konzept eines Willensbegriffes, der eine vom Denken unabhängige Entscheidungsinstanz ist und zu diesem in Opposition stehen kann. Unter Annahme eines derartig autonomen Willens ist Handeln gegen ein besseres Urteil großenteils unproblematisch. Ihn beschäftigt ein verwandtes Problem, das sich in der vorangegangenen paulinischen Stelle ausdrückt: Wie kann der Geist sich selbst Befehle geben, die er nicht befolgt? Anhand der sexuellen Begierde beschreibt Augustinus seine Auffassung, dass der Geist des Menschen eine innere Zerrissenheit in zwei Willen aufweist, einen alten, fleischlichen (voluntas carnalis) und einen neuen, geistigen (voluntas spiritualis).
„So stritten in mir zwei Willen, ein alter und ein neuer, der eine fleischlich (voluntas carnalis), der andere geistig (voluntas spiritualis), miteinander, und ihr Hader zerriß meine Seele.“
Treten diese beiden Willen in Konflikt, will der Geist sowohl die Handlung A als auch die entgegengesetzte Handlung nicht-A. Wenn sich nun das in seiner Entscheidung freie Ich für eine Handlung entscheidet, wird der entsprechende Wille zum handlungsrelevanten vollständigen (voluntas tota).
„Aber es ist kein ganzer Wille, darum auch kein ganzer Befehl. Denn der Geist befiehlt nur insoweit, wie er will, und insoweit er es nicht will, geschieht auch nicht, was er befiehlt. Denn der Wille befiehlt, dass Wille sei, kein anderer als er selbst. Aber er befiehlt nicht voll und ganz, darum geschieht auch nicht, was er befiehlt. […] Also sind es zwei Willen, denn der eine von ihnen ist nicht ganz, und was dem einen fehlt, das hat der andere.“
Da der andere Wille jedoch präsent bleibt, geschieht die Handlung ‚wider Willen‘ (invitus), gewollt und doch nicht gewollt. Die Ursache für den Willenskonflikt ist die Sünde, letztlich die Erbsünde. Dabei führt das Gefangensein in der Sünde dazu, dass der Mensch das wahrhaft Gute nicht klar erkennt; wenn er das wahrhaft Gute klar erkennen würde, würde er nicht dagegen handeln. Demnach ist es dem Menschen nur durch Gottes Gnade möglich, das zu tun, was er eigentlich will.
Insofern Augustinus einen Akrasia ermöglichenden Willensbegriff vertritt, lässt sich sagen, dass er Akrasia klar für möglich hält. Dies muss jedoch in einer gewissen Hinsicht leicht eingeschränkt werden. Denn insofern Augustinus die Auffassung vertritt ‚Wenn der Mensch das wahrhaft Gute erkennen würde, würde er nicht dagegen handeln‘, teilt er ein skeptisches Bedenken gegenüber einem sehr starken Akrasia-Begriff. Somit ist nach Augustinus eine Bedingung für akratische Handlungen die selbstverschuldete menschliche Unwissenheit.

#### Mittelalter
Das in der griechischen Antike formulierte Problem von Handlungen wider besseres Wissen wird lange Zeit wenig diskutiert. Dem Problem am nächsten kommen die Versuche, im Anschluss an Augustinus’ Sünden- und Willensbegriff den augustinischen Gedanken, etwas „wider Willen zu tun“ (invitus facere), zu analysieren. Diese Diskussion erstreckt sich von Anselm von Canterbury über Petrus Abaelardus und Petrus Lombardus bis ins 13. Jahrhundert. Mit der Aristotelesrenaissance im 13. Jahrhundert und vor allem Robert Grossetestes lateinischer Übersetzung der Nikomachischen Ethik wird die in der Antike formulierte Problematik und insbesondere die aristotelische Akrasia-Interpretation rezipiert, diskutiert und kommentiert. Damit wird Akrasia unter dem lateinischen Begriff incontinentia als philosophisches Problem ausdrücklich thematisiert.
Bei Albertus Magnus findet sich eine der ersten Verknüpfungen von Augustinus’ Sündenbegriff und der aristotelischen Auffassung, dass ein Handeln wider besseres Wissen problematisch sei. Albertus’ Lösung des Problems besteht darin, dass die entsprechende Person zwar aus einer Unkenntnis der Wahl (ignorantia electionis) handelt, sie selbst aber absichtlich verhindert, dass – im praktischen Syllogismus – die Begierde das Vollziehen des Syllogismus der Vernunft unterdrückt. Albertus erwägt auch die Möglichkeit, dass akratische Handlungen möglicherweise insofern kein Problem darstellten, als es im Bereich praktischer, handlungsrelevanter Schlüsse keine eigentliche Gewissheit gibt und somit möglicherweise keine Handlungen wider besseres Wissen vorkommen.
Thomas von Aquin diskutiert Akrasia – neben den Ausführungen in seinem Kommentar zur Nikomachischen Ethik – in der Summa theologica. Er vertritt die Position, dass Akrasia unter Einschränkung möglich ist. Die Begierde fessele die Vernunft des Akratikers (passio igitur ligat rationem), so dass der Untersatz des praktischen Syllogismus der Vernunft (z. B. ‚Dies ist gesundheitsschädlich‘) unterdrückt wird und deren Konklusion nicht zustande kommt. In der Folge führt der Akratiker auch die für besser gehaltene Handlung nicht aus. Der Syllogismus der Begierde bestimmt die Handlung. Aus freier Wahl (ex electione) handelt der Akratiker nach Thomas nicht, insofern die Vernunft von der Begierde gefesselt wird. Eine Wahl liegt aber dennoch vor der Handlung. Denn auf der anderen Seite wählt der Akratiker, der Begierde nachzugehen, in dem Wissen, dass er mit der Handlung eine Sünde begeht.
Walter Burleigh fügt innerhalb der traditionellen aristotelischen Interpretation eine weitere Alternative hinzu. Er setzt den Punkt im Handlungsablauf, an dem der Akratiker von der besseren Handlung abgehalten wird, später an: Nicht die Vernunft wird unterdrückt, sondern die körperliche Ausführung. Die Begierde unterdrückt keine Prämisse im praktischen Syllogismus, die Vernunft wird somit nicht gefesselt; der Syllogismus der Vernunft gelangt zur Konklusion. Stattdessen behindere die Begierde des Akratikers die körperliche Ausführung der Handlung, so dass der Körper nicht auf die Vernunft gehorcht.
In der scholastischen mittelalterlichen Philosophie wird also vor allem die aristotelische Position diskutiert und es werden modifizierte Versionen dieser vertreten. Dagegen wird insbesondere von Seiten der Franziskaner (u. a. im Correctorium fratris Thomae, in welchen die Lehren des Thomas von Aquin kritisiert werden) in der Tradition des Augustinus ein Wille postuliert, der sich gegen die Vernunft stellen kann.

### Neuzeit
Vom Beginn der Neuzeit bis in die zweite Hälfte des 20. Jahrhunderts wird Akrasia als philosophisches Problem wenig diskutiert, auch weil lange Zeit die antiken Texte nicht von Philosophen rezipiert werden. Ein wichtigerer Grund hierfür ist, dass voluntaristische Positionen – die ein von anderen Vermögen unabhängiges Wollen postulieren – bis Mitte des 20. Jahrhunderts vorherrschend sind. In der Folge werden Handlungen wider besseres Wissen als philosophisches Problem kaum diskutiert. So hält etwa René Descartes in Leidenschaften der Seele derartige Handlungen nicht für ein theoretisches, sondern nur für ein praktisches Problem.
Ein weiterer wichtiger Grund besteht darin, dass Akrasia nur dann ein theoretisches Problem darstellt, wenn folgende These geteilt wird, die eine besondere Verbindung zwischen (etwas) Denken und (zu etwas) Disponiertsein ausdrückt: Eine Person zieht plausiblerweise eine Handlung A deshalb B vor, weil sie A für besser als B hält. Dabei lassen sich zwei Gründe unterscheiden, warum diese These in der Neuzeit nicht immer uneingeschränkt geteilt wird: Entweder werden Ursachen für Handlungen als der Person externe Ursachen aufgefasst, oder, wenn als interne, dann nicht als mentale, sondern als rein physiologische.
Erstens gibt es bei Descartes, Spinoza und anderen Philosophen seit dem 17. Jahrhundert die Tendenz, den Menschen wesentlich als ein wie eine Maschine rein kausal-mechanisch zu beschreibendes Wesen aufzufassen, siehe Mechanistisches Weltbild. Eine häufig gebrauchte Metapher ist hier die mechanische Uhr (z. B. bei Descartes im Discours de la méthode V). Da diese Denker dementsprechend annehmen, dass eine bestimmte Handlung A von einer Person nicht deshalb ausgeführt wird, weil sie diese für besser hält als B, sondern nur aufgrund von kausal-mechanisch beschreibbaren äußeren Ursachen, können akratische Handlungen für sie kein theoretisches Problem sein. Zweitens wird das Streben, etwas zu tun, gewissermaßen als ein rein physiologischer Vorgang aufgefasst, der völlig unabhängig vom Denken ist, analog zu einem Schmerz.
Es streifen aber auch neuzeitliche Denker das weitere Problemfeld von Handlungen wider besseres Wissen theoretisch und halten es dabei für nicht selbstverständlich, dass die schlechtere Handlung gewählt wird. John Locke beispielsweise vertritt zwar in An Essay concerning Humane Understanding selbst die These, dass das Gute nur dann den Willen bestimmt, nur dann die bessere Handlung ausgeführt wird, wenn die Begierde dies zulässt, wonach Akrasia kein theoretisches Problem ist. Er räumt aber ein, dass die Auffassung, ‚das Gute beziehungsweise das größere Gut bestimmt den Willen‘, prima facie plausibel zu sein scheint, und dass auch er selbst diese lange Zeit für richtig gehalten habe.
„It seems so established and settled a maxim, by the general consent of all mankind, that good, the greater good, determines the will, that I do not at all wonder that, when I first published my thoughts on this subject I took it for granted“.
(„Es scheint eine derart selbstverständliche Maxime durch eine allgemeine Übereinkunft auf der ganzen Welt zu sein, dass das Gute, das größere Gut, den Willen bestimmt, so dass ich überhaupt nicht erstaunt bin, dies nun für bare Münze genommen zu haben, als ich erstmals meine Gedanken über diesen Gegenstand veröffentlichte.“)

## Systematisch
1949 legt Gilbert Ryle mit The Concept of Mind eine wirkungsmächtige Kritik des Willensbegriffes vor. 1963 folgt von G. E. M. Anscombe eine einflussreiche Alternative zu dem am Willen orientierten Modell absichtlichen Handelns. Nicht Willensakte erklären demnach Handlungen, sondern Gründe. Auf dieser Grundlage beschäftigen sich seit Mitte des 20. Jahrhunderts Philosophen wieder zunehmend mit dem Problem Akrasia.
Ein wichtiger Beitrag stammt von R. M. Hare. „Moralische Schwäche“ (moral weakness) stellt für seine Theorie des Präskriptivismus eine Herausforderung dar, weil diese das moralische Urteil zugleich als motivational bindend auffasst. Der Präskriptivismus behauptet, ein bestimmtes moralisches Urteil U für wahr zu halten heißt, in der entsprechenden Situation U gemäß zu handeln bestrebt zu sein und dies, wenn möglich, auch zu tun. Hiernach sollte es nicht möglich sein, Handlung A für moralisch richtig zu halten, jedoch die moralisch für falsch gehaltene Handlung B auszuführen. Entweder die Person hält A für richtig, dann ist sie auch entsprechend motiviert; oder sie ist nicht entsprechend motiviert, dann hält sie die Handlung A auch nicht für richtig. Hares Lösungsansätze versuchen, die entsprechenden Phänomene einerseits mit psychischer Unfähigkeit und andererseits einer abgeschwächten, nur von außen kommenden Form von ‚sollen‘ zu erklären.

### Davidson
Ausweitung des Gegenstandsbereiches
Der bei weitem wichtigste, systematisch grundlegende und die philosophische Debatte bis heute bestimmende Beitrag zum Problem ist der 1970 erschienene Aufsatz von Donald Davidson: Wie ist Willensschwäche möglich?. Akratische Handlungen gibt es nach Davidson auch außerhalb der seit Aristoteles klassischen Bereiche körperlicher Lust. Auch möchte Davidson Akrasia nicht, wie bei Hare, auf den Bereich der Moral und auf entsprechende Erklärungsversuche eingeschränkt wissen.
„Bei der Auseinandersetzung mit dem Problem der Unbeherrschtheit ist zu empfehlen, daß man bei den Fällen verweilt, in denen die Sittlichkeit gar nicht als eine der Bewerberinnen um unsere Gunst auf der Bildfläche erscheint – oder bei denen sie, falls sie doch in Erscheinung tritt, auf der falschen Seite steht. Dann werden wir nicht der Versuchung erliegen, die Unbeherrschtheit auf Spezialfälle zurückführen zu wollen, in denen man etwa durch den inneren Schweinehund übermannt wird oder es versäumt, dem Ruf der Pflicht zu folgen, oder der Versuchung erliegt.“
Die wichtigste Ausweitung betrifft die kognitive Einstellung des Akratikers. Akrasia liegt nicht nur dann vor, wenn jemand wider besseres Wissen handelt. Hinreichend ist vielmehr schon, dass der Handelnde gegen sein eigenes besseres Urteil handelt.
Die Problemformulierung von Davidson
Akrasia lässt sich folgendermaßen definieren:

D.: Indem der Handelnde A tut, handelt er dann und nur dann akratisch, wenn er
(i) A absichtlich tut
(ii) glaubt, eine alternative Handlung B sei möglich, und
(iii) urteilt, dass unter Berücksichtigung aller Umstände („all things considered“) die Ausführung von B besser wäre als die Ausführung von A.
Im Blick auf diese Definition von Akrasia stellt Davidson drei Prinzipien auf. Diese – nach Davidson evidenten – Prinzipien scheinen Handeln plausibel zu beschreiben.
P1. Wenn der Handelnde A in höherem Maße zu tun wünscht (to want to do more) als B und glaubt, es stehe ihm frei entweder A oder B zu tun, dann wird er, sofern er entweder A oder B absichtlich tut, absichtlich A tun.
P2. Wenn  der Handelnde urteilt, die Ausführung von A wäre besser als die Ausführung von B, dann will er A in höherem Maße tun (to want to do more) als B.
P3. Es gibt akratische Handlungen.
P1 und P2 schematisch dargestellt als Kette: (a) x für besser halten als y → (b) x lieber wollen als y  →  (c) x absichtlich tun
P2 verknüpft dabei (a) und (b), P1 (b) und (c)
P1-P3 scheinen nun nicht miteinander konsistent. Denn aus P1 und P2 folgt logisch ein Prinzip, das der Existenz akratischer Handlungen unmittelbar zu widersprechen scheint:
P*. Wenn der Handelnde urteilt, die Ausführung von A wäre besser als die Ausführung von B und glaubt, es stehe ihm frei, entweder A oder B zu tun, dann wird er, sofern er entweder A oder B absichtlich tut, absichtlich A tun
P* schematisch:  (a) x für besser halten als y →  (c) x absichtlich tun
P* drückt den plausiblen Gedanken aus, dass Menschen als rationale Wesen mit ihren Handlungen etwas anstreben, was sie für gut halten. Eine rationale Person tue eben das, was sie von zwei Alternativen für am besten hält. Hierzu steht im Widerspruch das bei hinreichender Selbstbeobachtung ebenso augenscheinlich zutreffende Phänomen, dass Personen nicht immer das tun, was sie für besser halten. Davidson versucht zu zeigen, dass tatsächlich kein Widerspruch vorliegt und P1–3 konsistent sind.
Davidsons Lösungsansatz
Davidsons Lösungsansatz beruht auf dem Gedanken, dass ein Urteil ‚X ist besser als Y‘ an unterschiedlichen Stellen des Entscheidungsprozesses für eine Handlung auf zwei unterschiedliche Weisen interpretiert werden muss: zum einen als ein konditionales und zum anderen als ein nicht-konditionales Urteil. Das Urteil, das der Akratiker nach Abwägung aller Gründe fällt, ist ein konditionales, ein prima facie gefälltes Urteil. Das abschließende Urteil hingegen, das der akratischen Handlung entspricht, ist ein nicht-konditionales Urteil.
Konditional ist dies prima-facie-Urteil relativ zu einer bestimmten Menge an Informationen, die der Handelnde hat. Das entscheidende prima-facie-Urteil, gegen das der Akratiker handelt, ist eines unter Berücksichtigung aller (bekannten und relevanten) Umstände (E). Das abschließende, nicht-konditionale Urteil hingegen entspricht der (akratischen) Handlung.
alles-in-allem-Urteil: prima facie (A ist besser als B), E. (Lies: ‚A ist relativ zu allen dem Handelnden bekannten und relevanten Informationen besser als B‘)
abschließendes Urteil: B ist besser als A.
Inkonsistent sind P1-P3 nur unter der Annahme, dass der Akratiker, der gemäß der Überzeugung ‚B ist besser als A‘ handelt, dennoch urteilt: ‚A ist besser als B‘. Dies stünde im Widerspruch zu P*. Davidsons Interpretation zufolge macht der Akratiker jedoch Folgendes: Er fällt zunächst das prima facie Urteil: ‚alles in allem ist A besser als B‘. Dann aber fällt er das abschließende Urteil: ‚B ist besser als A‘ – und handelt demgemäß.
(i) ‚Prima facie ist es – allem in allem – besser die Sahnetorte nicht zu essen als sie zu essen.‘
(ii) ‚Die Sahnetorte zu essen ist besser als sie nicht zu essen.‘
Demgemäß liegt hier kein Gegenbeispiel für P* und die darin ausgedrückte Überzeugung ‚Die Handlung, die jemand für besser hält, führt er (sofern möglich) aus‘ vor. Denn das Urteil, gegen das der Akratiker handelt, ist ein prima facie alles-in-allem-Urteil, (i). Dies aber kann nicht mit einem abschließenden Urteil (ii) konfligieren. Anders ausgedrückt: P3, das auf Davidsons Definition der Akrasia (D) zurückgreift, enthält ein nicht-konditionales Urteil; P1 und P2, die P* ergeben, enthalten hingegen konditionale Urteile. Also sind P1-P3 nicht inkonsistent.
Dass alles-in-allem-Urteile nur prima facie gelten, rechtfertigt Davidson in einer Analogie zu Wahrscheinlichkeitsschlüssen. In beiden Fällen sind die konditionalen Obersätze in einem Syllogismus nicht allquantifiziert, weil sie nicht uneingeschränkt gelten können.
| (1) prima facie (X ist besser als Y, X ist das Nicht-Verzehren einer Sahnetorte und Y das Verzehren einer Sahnetorte). |
| (2) A ist ein Nicht-Verzehren einer Sahnetorte und B das Verzehren einer Sahnetorte.                                   |
| (K) prima facie (A ist besser als B, (1) und (2))                                                                      |

In der Folge gilt dies auch für das alles-in-allem-Urteil, da es als die Konklusion eines Deliberationsprozesses mit prima-facie-Prämissen gedacht werden muss.
Der Akratiker vertritt nach Davidson also keine logisch konfligierenden Urteile. Davidson möchte aber Akrasia „nicht als simplen logischen Schnitzer erklären“. So folge in irgendeinem Sinne ‚A ist besser als B‘ auch aus ‚A ist alles in allem besser als B.‘ Dass der Akratiker nicht diesen Schluss ziehe, sei kein logischer Fehler, sondern verletze vielmehr „das Prinzip der Selbstbeherrschung“: „Vollziehe die Handlung, die auf der Basis aller verfügbaren relevanten Gründe als die beste beurteilt wird“. Für das freie und absichtliche Zuwiderhandeln gegen eine selbst für am besten gehaltene Handlung gebe es keinen Handlungsgrund. Für Davidson liegt das Besondere an der Akrasia daher darin, „daß sich der Handelnde selbst nicht verstehen kann: Er erkennt in seinem eigenen absichtlichen Verhalten etwas wesentliches Vernunftwidriges.“
Kritik an Davidson
Kritisiert wird an Davidsons Lösung vor allem das alles-in-allem, all things considered. So ist fraglich, ob die Trennung von alles-in-allem Urteilen und handlungswirksamen, abschließenden, nicht-konditionalen Urteilen möglich ist, da vielleicht jedes alles-in-allem Urteil als nicht-konditional aufgefasst werden muss. (Vgl. Grice/Baker) Außerdem könnte man die Auffassung vertreten, dass die Definition abzüglich der Phrase unter Berücksichtigung aller Umstände (all things considered) einige Fälle von Akrasia nicht umfasst. Für diese Fälle wären P1–3 inkonsistent. Schließlich ist fraglich, ob der Akratiker nur gegen prima facie alles-in-allem-Urteile, nie aber gegen unkonditionale Urteile, nie gegen seine Absichten handelt.
In einem späteren Beitrag ergänzt Davidson seine Lösung um eine sich einigen Theoremen der Psychoanalyse annähernden Antwort auf die Frage, wie es möglich ist, dass der handlungsauslösende Grund nicht der beste Grund ist. Der menschliche Geist ist dabei als System von mindestens zwei sich überlappenden Subsystemen aufzufassen. In einem Subsystem stehen dem akratischen, handlungsauslösenden Grund keine besseren Gründe gegenüber. In einem anderen findet eine vollständige Abwägung aller Gründe statt, in dem es einen besseren Grund gibt, der jedoch nicht handlungsauslösend ist.

### Inwiefern ist Akrasia möglich?
Im Anschluss an Davidson wird vor allem folgende philosophisch interessante Form diskutiert:
Jemand tut frei und absichtlich B, obwohl er glaubt, dass Handlung A möglich und besser wäre.
Ob man Akrasia für möglich hält und wenn ja was für eine Form von Akrasia, lässt sich daran festmachen, ob man P* teilt, und wenn ja in welcher (ggf. modifizierter) Form. P* drückt den Gedanken aus, dass dann, wenn eine Person eine Handlung für gut hält, sie – indem sie zu dieser Handlung motiviert ist – diese, sofern möglich, auch tut.
Um auf dieser allgemein akzeptierten Problemformulierung das Akrasiaproblem zu lösen, liegen prinzipiell folgende Möglichkeiten nahe:
1. Kritik an P* durch Bestreiten von P1 oder P2 bzw. Differenzierung der dort verwendeten Ausdrücke
2. Skeptizismus bezüglich derartig definierter Akrasia (Kritik an frei und absichtlich).
3. vollständige Ablehnung des in P* ausgedrückten Gedankens.

#### Kritik an P*
Kritik an P* betrifft am häufigsten P2 ((a) x für besser halten als y → (b) x lieber wollen als y). Es wird bezweifelt, dass jemand, der A für besser hält, notwendig auch A lieber wolle. So zeigten Gegenbeispiele, dass wir A für besser hielten, aber B lieber wollten, wie ein Ehebrecher, der urteile, Treue sei besser, den Seitensprung dennoch lieber tun wolle. Dabei komme ‚lieber wollen‘ in zwei voneinander zu unterscheidenden Verwendungen in P* vor: einer evaluativen und einer motivationalen. Urteilt eine Person ‚A ist besser als B‘, dann bevorzuge sie A evaluativ. Daraus folge aber nicht – so das Argument –, dass sie eine stärkere Motivation oder Neigung habe, A zu tun als B. Sofern dabei eine Verbindung zwischen Motivation und Evaluation anerkannt wird, wird eine veränderte Form von P2 zugrunde gelegt, in der diese Verbindung nicht derartig eng ist. Dass die Motivation von der Evaluation abweicht, wird dabei u. a. mit einer größeren (zeitlichen) Nähe von B und einem mangelnden Versuch Selbstkontrolle zu üben erklärt. Die Kritik, dass P2 die Verbindung von Evaluation und Motivation zu eng auffasse, bringt dabei wiederum die Schwierigkeit mit, die genaue Art einer weniger engen Verbindung zu erklären.
Eine andere Möglichkeit besteht darin, dass gar nicht zwei Urteile vorliegen. Betrachtet man den Gedankenablauf des Akratikers als Argument, so könne das irrationale Moment entweder in diesem oder zwischen der Konklusion und der Handlung liegen. Diese Lösung habe nicht das Problem, dass ein prima-facie-Urteil und ein abschließendes Urteil sich widersprechen würden. Die Handlung aber erfolge allein aus einem körperlichen Verlangen. Diese Lösung steht allerdings zum einen vor der Schwierigkeit, dass die Rede vom körperlichen Verlangen sehr unklar bleibt. Vor allem aber scheint es sehr viele akratische Handlungen zu geben, die nicht plötzlich und unmittelbar erfolgen, sondern denen die bewusste Bildung einer Absicht vorausgeht.

#### Skeptizismus bezüglich Akrasia
Freiheit
Der Akratiker könne nicht frei sein, wenn er – obwohl er einen optimalen Deliberationsprozess durchlaufen habe –, dennoch die für schlechter gehaltene Handlung B ausgeführt habe, da er alles ihm mögliche getan habe, um zu widerstehen. Die derartig definierten Handlungen seien folglich nicht akratisch, sondern unfrei und somit zwanghaft. Diesem Argument lässt sich entgegnen, dass die Person damit noch nicht alles ihr mögliche getan habe, da es neben deliberativen auch nicht-deliberative Mittel gibt, um einer bestimmten Handlungsausführung zu widerstehen. So könne man unter anderem die Aufmerksamkeit von den attraktiven Aspekten der akratischen Handlung nehmen oder sich selbst eine Belohnung versprechen, wenn man dem besseren Urteil folge. Eine mögliche Erklärung, warum der Akratiker keine nicht-deliberativen Mittel einsetzt, lautet: Er hat die dafür nötigen Anstrengungen falsch eingeschätzt.
Ein weiterer Einwand gegen diesen Skeptizismus ist außerdem, dass Personen, die entsprechende Handlungen ausführen, sehr oft glauben, dass sie anders hätten handeln können. Diese Annahme muss dann wiederum als kognitiver Fehler aufgefasst werden. Demnach gelinge es uns mittels der „Fähigkeit zur Selbsttäuschung […] die Diskrepanz zwischen unserem wirklich handlungsrelevanten Wollen und denjenigen Wünschen, die wir uns gern als handlungsrelevante zuschreiben würden, ein Stück weit zu überbrücken“.
Absicht
Ein weiteres wichtiges Argument gegen die Möglichkeit von Akrasia lässt sich folgendermaßen darstellen:
(1) Wenn S absichtlich die Handlung B anstelle von A ausführt, dann urteilt S, dass B insgesamt besser ist als A.
(2) Wenn S absichtlich die Handlung B akratischerweise ausführt, dann urteilt S, dass A insgesamt besser ist als B.
(3) Es ist nicht möglich, dass S zugleich urteilt ‚B ist insgesamt besser als A‘ und ‚A ist insgesamt besser als B‘.
(4) Folglich: Akrasia ist nicht möglich.
Die entscheidende Prämisse hierbei ist (1). Da (1) die Umkehrung von P* ((a) für besser halten → (c) absichtlich tun) ist, akzeptiert sie, wer folgenden Gedanken plausibel findet: Wenn eine Person absichtlich eine Sahnetorte isst, will sie diese lieber essen als sie nicht essen, und wenn sie diese lieber essen will als sie nicht zu essen, urteilt sie auch, dass es besser ist, diese zu essen als diese nicht zu essen. (Die absichtliche Ausführung einer Handlung impliziert deren Lieber-Wollen als eine Alternative und deren Lieber-Wollen impliziert das entsprechende Besser-Beurteilen.) Gegen diese notwendige Verbindung sind Gegenbeispiele gebracht worden: Routinehandlungen würden demnach absichtlich getan, ohne dass man sie lieber tun wolle; Handlungen aus bloßer Neugier („idle curiosity“) tue und wolle man, obwohl keinerlei Bewertung vorliege.

#### Vollständige Ablehnung von P*
Akrasia ist ein philosophisches Problem nur unter der in P* implizierten Annahme, dass der bessere Grund die stärkere Ursache einer Handlung darstellt. Teilt man diese Annahme nicht oder deren Voraussetzung, dass Gründe hinreichende Ursachen für Handlungen sind, so sind Handlungen gegen ein besseres Urteil nur ein alltägliches Phänomen. In der gegenwärtigen Debatte wird diese Position etwa von John Rogers Searle vertreten. Eine derartige Handlungstheorie fasst als Ursache für Handlungen Volitionen, bloße Willensakte im Sinne der auf Augustinus zurückgehenden Willenskonzeption. Die nach Davidson selbstevidenten Prinzipien P1 und P2 weist diese Handlungstheorie damit zurück.